# Ашин, Геннадий Константинович
Генна́дий Константи́нович А́шин (21 октября 1930 года, Нижний Новгород — 6 января 2011 года) — советский и российский политолог. Доктор философских наук (1970), профессор (1972). Действительный член Академии военных наук, действительный член Академии политической науки. Один из основоположников российской научной школы элитологии.

## Биография
Окончил с золотой медалью школу в Днепропетровске.
Окончил факультет международных отношений МГИМО МИД СССР, где учился в 1949—1953 годах, затем аспирантуру Института философии АН СССР.
В 1974—1985 годах заведующий кафедрой философии МГИМО МИД России.
Заслуженный деятель науки Российской Федерации (2001).

## Позиция
- «Я считаю, что марксистами остались те, кто просто не перестроился…»[3]
- «Я говорил еще в середине 1980-х годов и на кафедре, и в аудитории, что я не марксист. Но я и не антимарксист. Не марксист, потому что я не попугай. Почему я должен повторять официальные пропагандистские клише?»[4].

## Труды
- Ашин Г. К. Доктрина массового общества. — М.: Политиздат, 1971.
- Ашин Г. К. Критика современных буржуазных концепций лидерства. — М.: Мысль, 1978. — 136 с.
- Ашин Г. К. Курс истории элитологии. — М.: МГИМО, 2003. — 302 с.
- Ашин Г. К., Понеделков А. В., Игнатов В. Г., Старостин А. М. Основы политической элитологии. — М.: «Издательство ПРИОР», 1999. — 304 с.
- Ашин Г. К. Современные теории лидерства. — М.: Мысль, 1978.
- Ашин Г. К. Современные теории элиты: критический очерк. — М.: Международные отношения, 1985. — 256 с.
- Ашин Г. К. Элитология в системе общественных наук // Общественные науки и современность. — 2003. — № 4. — С. 124-134.

## Интервью
- Дука А. В. «Очень не люблю я элиту...» Интервью с Геннадием Константиновичем Ашиным // Журнал социологии и социальной антропологии. — 2008. — Т. XI, № 1. — С. 11-30. Архивировано 9 мая 2014 года.